# Política dos Estados Unidos
Os Estados Unidos são uma República Federal Presidencialista. Em nível federal, o poder executivo é exercido pelo Presidente, eleito por um colégio eleitoral, o poder legislativo pertence ao Congresso e o poder judiciário pertence aos tribunais. Cada estado elege ainda o seu próprio governador (chefe do executivo) e um congresso. Ainda há a possibilidade de, durante o pleito presidencial, os eleitores de um Estado aprovarem ou não projetos de lei relativos a diversas questões.
Embora a Constituição americana curiosamente sequer mencione a existência de partidos políticos, toda e qualquer decisão política no país, desde a votação de uma emenda no Congresso até a eleição de um presidente, está vinculada ou ao Partido Republicano ou ao Partido Democrata. Os primeiros são mais conservadores do ponto de vista político, institucional e da moral e dos costumes, ao passo que os segundos possuem maior preocupação em relação aos problemas sociais e aos direitos humanos.

## Histórico
Os Estados Unidos têm uma nova forma de Estado, mas também de federalismo. O Federalismo foi uma exportação mais vitoriosa que o próprio sistema presidencialista. A grande área de exportação deste sistema é a América do Sul (área de influência dos EUA).
Podem-se destacar três momentos:
- Em 1776, 4 de Julho, as 13 colónias britânicas do Novo Mundo, alvo da discórdia com a Grã-Bretanha devido a impostos sem regalias, declaram a independência. São criados 13 países diferentes. A Grã-Bretanha não aceitou a independência e iniciou uma guerra, o que obrigou a uma união de esforços dos 13 países, apoiados pela França.

- Terminada a guerra, em 1787, era importante definir o modelo de organização, com mecanismos de colaboração. Em 1787, com a convenção de Filadélfia, foi aprovada uma constituição (não a primeira, que foi a de Virgínia) e a progressiva ratificação de todos os 13 Estados. Esta convenção devia melhorar a confederação, mas acaba por criar uma constituição, que depois de ratificada por todos, dá origem em 1789 a uma República federal.

- Constituição

A constituição tem sete artigos, numa constituição escrita regida (com limites à sua revisão) e elástica porque com 13 colónias, alargou-se para 50 Estados sempre conseguindo acompanhar a sua abertura. Os sete artigos definem os poderes do Estado, do Congresso, do Presidente, do Tribunal e a revisão constitucional. Esta constituição foi sujeita a várias emendas (primeiras 10 em 1791) e outras mais com direitos fundamentais dos cidadãos. Não serve para regular tudo, mas prever o fundamental. A actuação dos tribunais é que regula o funcionamento, como criação é fonte de direito.

## Partidos e ideologia
A política dos Estados Unidos tem operado sob um sistema de dois partidos pela maior parte de sua história. Para a maioria dos cargos eletivos de diferentes níveis, eleições primárias administradas pelo Estado escolhem os candidatos dos grandes partidos para subsequentes eleições gerais. Desde a eleição geral de 1856, os principais partidos são o Partido Democrata, fundado em 1824, e o Partido Republicano, fundado em 1854. Desde a Guerra Civil, apenas um candidato presidencial de um terceiro partido, o ex-presidente Theodore Roosevelt, através do Partido Progressista em 1912, ganhou 20% do voto popular. O terceiro maior partido político do país é o Partido Libertário.
Dentro da cultura política americana, a posição ideológica do Partido Republicano é considerada de centro-direita ou conservador e a do Partido Democrata é considerada de centro-esquerda ou liberal. Os estados do Nordeste e da Costa Oeste e alguns estados da região Grandes Lagos, conhecidos como "estados azuis", são relativamente liberais. Os "estados vermelhos" do Sul e partes das Grandes Planícies e das Montanhas Rochosas são relativamente conservadores.

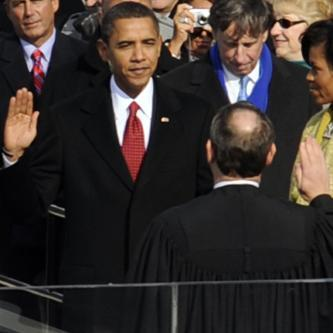
Barack Obama fazendo o juramento presidencial em 20 de janeiro de 2009.

O vencedor da eleição presidencial de 2008, o democrata Barack Obama, o 44.º presidente do país, embora seja o 43.º empossado, já que Grover Cleveland ocupou o cargo por dois mandatos não-consecutivos e é contado cronologicamente tanto como o 22.º e 24.º presidente.
Nas eleições de 2010 o Partido Republicano assumiu o controle da Câmara e ampliou seu poder no Senado, onde os democratas mantêm a maioria. No 112.º Congresso dos Estados Unidos, o Senado é composto por 51 democratas, dois independentes que caucus com os democratas e 47 republicanos, a Casa é composta de 242 republicanos e 192 democratas e um assento está vago. Há 29 governadores republicanos e 20 democratas, assim como um independente.
Desde a fundação dos Estados Unidos, o governo do país tem sido principalmente dominado por brancos, anglo-saxões e protestantes (WASP). Em 2012, essa situação de hegemonia política parecia estar vindo a ser alterada.

## Presidencialismo
Os constituintes americanos vão defender a separação absoluta de poderes, contra a concentração de poderes. Logo é importante dividir estes poderes, onde cada poder tem a capacidade de controle (checks and balances).
Cada órgão de Estado tem um poder, ou seja, cada poder tem uma função.
O congresso é o único com o poder legislativo, o Presidente é o único com poder executivo, e os tribunais com o poder judicial. Há uma delimitação positiva, mas também há uma delimitação negativa na medida em que o executivo governa, mas não possa legislar. (As “executive orders” de origem presidencial não são leis são ordens normativas que estão dependentes das leis).
Não há mecanismos de responsabilidade política, cada órgão de Estado tem poderes para controlar, mas não tem poderes para fazer depender dele.
A legitimidade é perante o povo, que tem a capacidade de destituir/revogar o mandato por causas políticas.
Há controle pelos outros órgãos de Estado, mas não responsabilidade política, julgamento.

## Poderes

### Legislativo

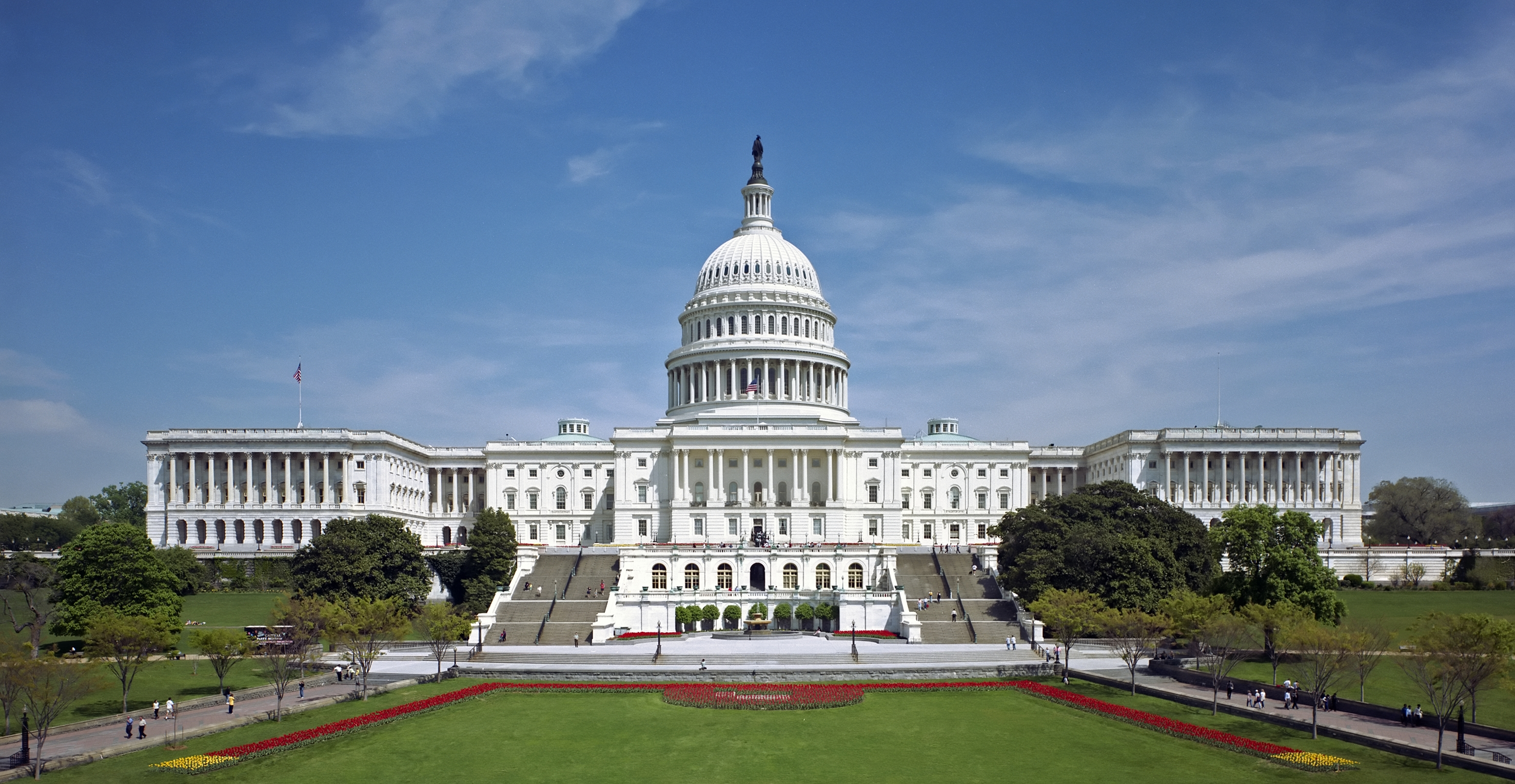
Capitólio dos Estados Unidos, a sede do Congresso.

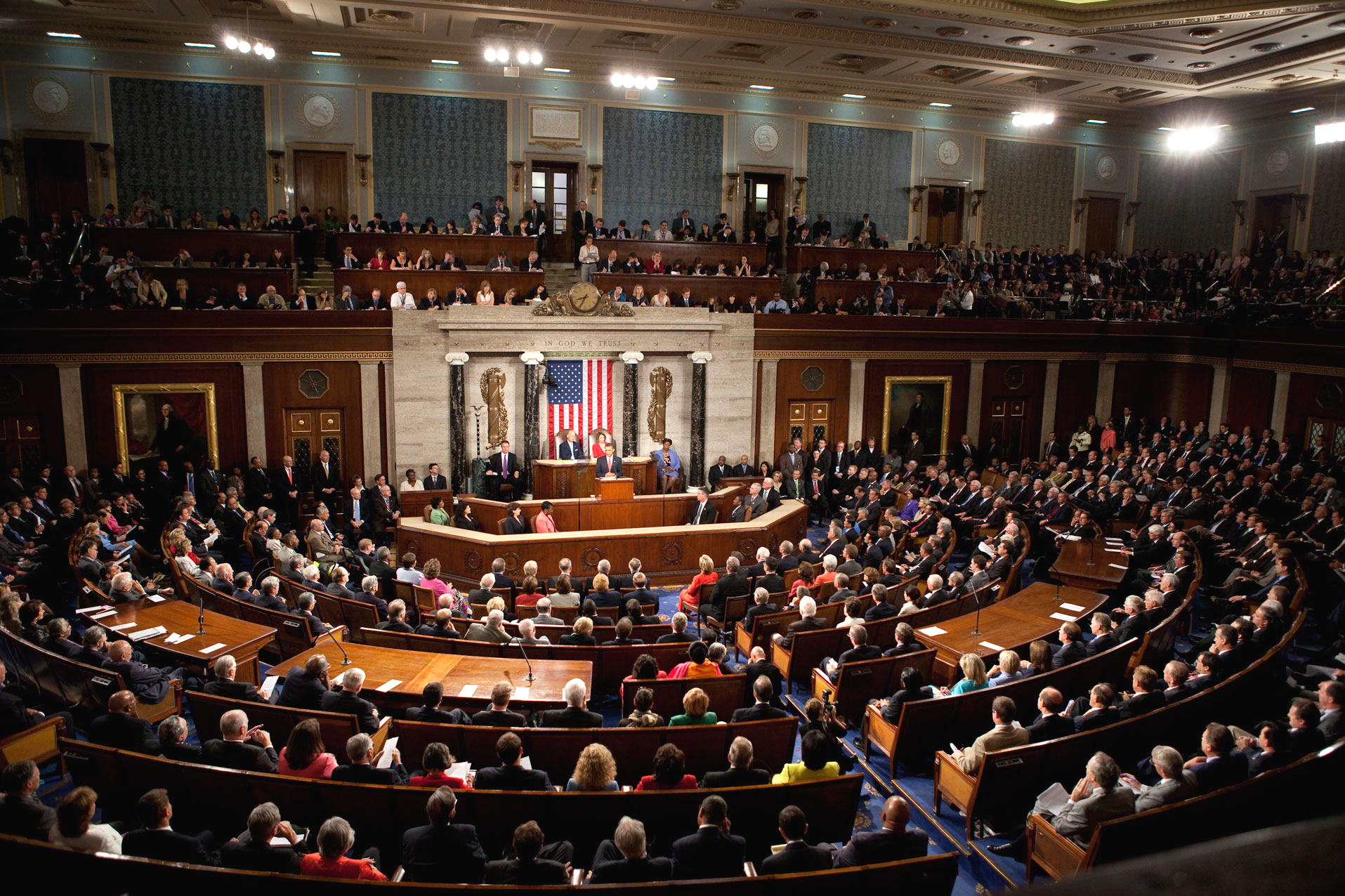
Câmara dos Representantes dos Estados Unidos.

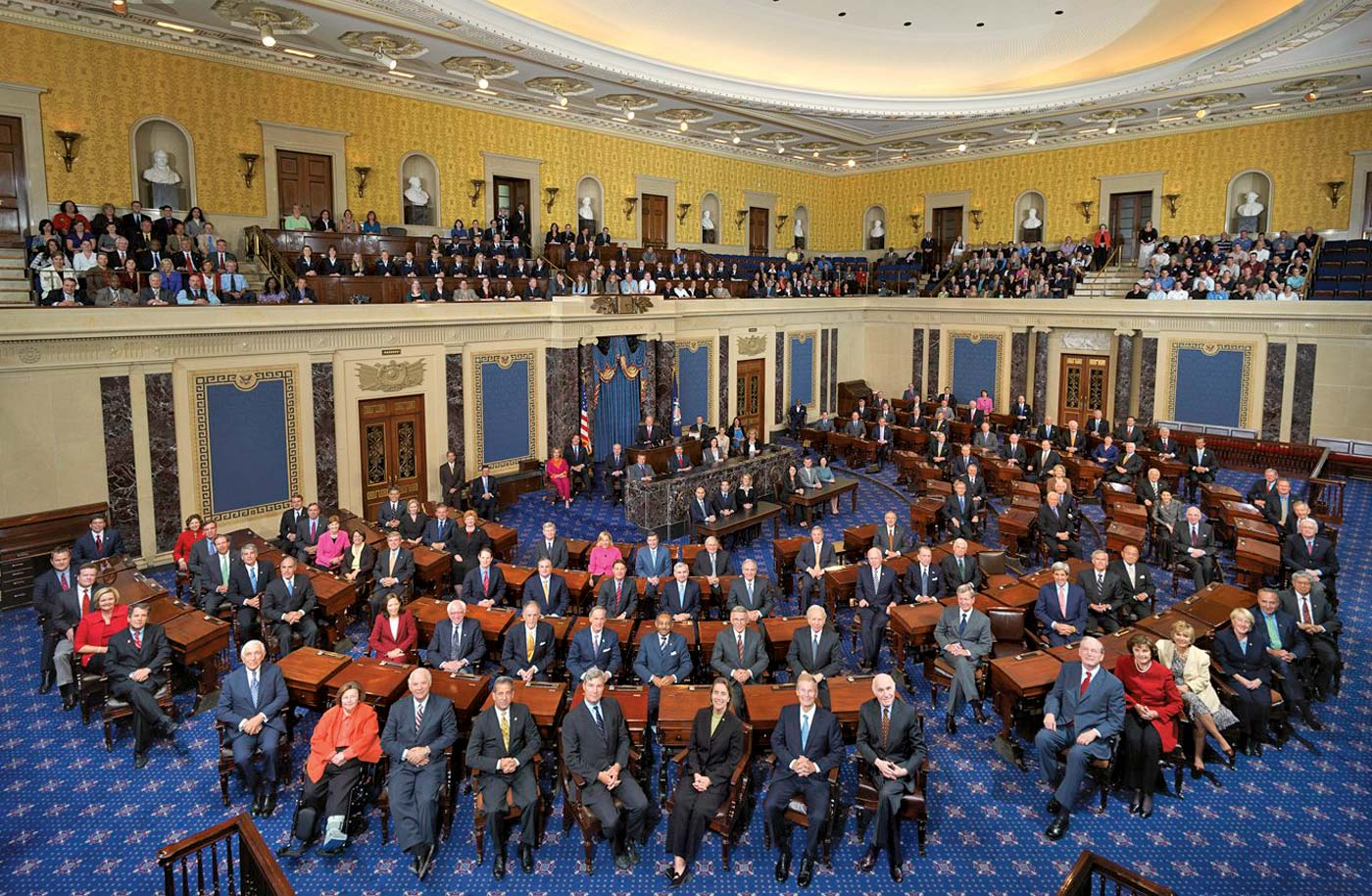
Senado dos Estados Unidos.

É um bicameralismo perfeito, este é o único órgão representativo do povo, porque é o único eleito pelo povo. A câmara dos Representantes (deputados que representam o povo) e o Senado (senadores que representam os Estados). Os 435 representantes são eleitos consoante a proporcionalidade ao número de eleitores. No caso do Senado, são dois senadores por Estado, 50 Estados, 100 Senadores.
Os poderes de ambos são basicamente idênticos, uma lei tem de ser aprovada nas duas câmaras, em matéria legislativa. Quanto à responsabilidade política, não existe.
A confirmação de altos funcionários da Administração é só objecto de confirmação pelo Senado, bem como a ratificação de tratados internacionais (no caso da SDN, não foi ratificado).
O sistema é maioritário a uma volta, em círculos uninominais (tal como na Grã-Bretanha) o que explica o bipartidarismo.
Os senadores têm mandatos de 6 anos, 1/3 cada 2 em 2 anos, o que dá estabilidade política.
Os representantes têm mandatos de 2 anos. As duas câmaras não podem ser dissolvidas.

### Executivo

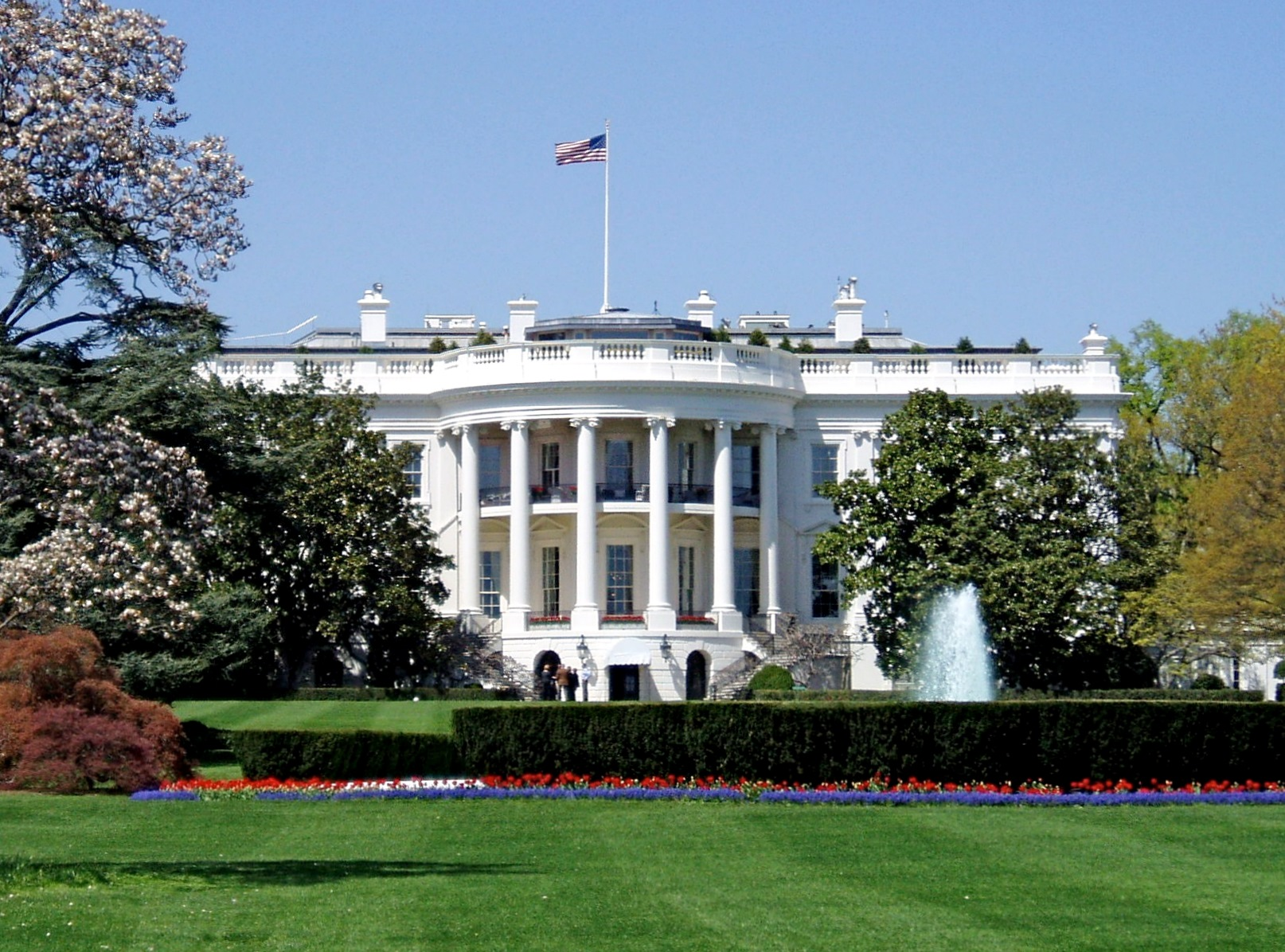
A fachada Sul da Casa Branca.

O poder executivo nos Estados Unidos é chefiado pelo Presidente. Este é auxiliado pelo Vice-presidente e por secretários que têm a seu cargo cada um dos departamentos em que se organiza a Administração. Os departamentos são os seguintes:
- Departamento de Estado (State Department)
- Departamento da Defesa (Department of Defense)
  - Departamento do Exército (Department of Army)
  - Departamento da Marinha (Department of the Navy)
  - Departamento da Força Aérea (Department of the Air Force)
- Departamento do Tesouro (Department of the Treasury)
- Departamento da Justiça (Department of Justice)
- Departamento do Interior (Department of the Interior)
- Departamento da Agricultura (Department of Agriculture)
- Departamento do Comércio (Department of Commerce)
- Departamento do Trabalho (Department of Labor)
- Departamento da Habitação e Desenvolvimento Urbano (Department of Housing and Urban Development)
- Departamento dos Transportes (Department of Transportation)
- Departamento da Energia (Department of Energy)
- Departamento da Saúde e Serviços Humanos (Department of Health and Human Services)
- Departamento da Educação (Department of Education)
- Departamento dos Assuntos de Veteranos dos Estados Unidos (Department of Veterans Affairs)
- Departamento de Segurança Interna (Department of Homeland Security)

Departamentos extintos:
- Departamento da Guerra (War Department) (1789-1947)
- Departamento dos Correios (Post Office Department) (1872-1971)

## Eleições
Nos Estados Unidos, o presidente não é eleito pelo voto direto, mas por uma instituição chamada colégio eleitoral. De acordo com a Constituição Americana, a escolha do presidente e seu vice depende de delegados estaduais, estes sim escolhidos pelos eleitores.
Basicamente cada um dos 50 estados tem direito a um número de delegados proporcional ao total de representantes que possui no Congresso Nacional — um para cada deputado e um para cada dois senadores. Isto faz com que o tamanho e o número de estados em que cada candidato venceu tenha muito mais peso no resultado final da eleição do que o número de votos total feitos por cada um.
Explicando melhor: no dia da eleição presidencial cada eleitor vota no candidato a presidente de sua preferência. Este voto, entretanto, não é computado em uma eleição direta (como acontece no Brasil), mas sim, escolhe uma comissão de delegados que representará o seu estado no colégio eleitoral.
O partido do candidato que ganha a maioria dos votos no estado elege sua comissão e o candidato (ou candidatos) que perder naquele estado não ganha nenhum delegado. Na segunda-feira após a segunda quarta-feira de dezembro os delegados eleitos se reúnem na capital de seu estado para então escolher o presidente.
Estes "eleitores especiais" podem votar em qualquer nome, mas normalmente votam no candidato pelo qual foram eleitos. Aquele que receber metade mais um dos votos do colégio eleitoral é declarado o novo presidente e assume no dia 20 de janeiro do ano seguinte ao da eleição.
Em apenas três ocasiões, a decisão do Colégio Eleitoral foi diferente do visto nas urnas. A mais recente delas foi em 2016, quando Donald Trump, obteve 45,96%, contra 48,05% da candidata democrata, Hillary Clinton, que mesmo com 3 milhões de votos a mais ficou longe da Casa Branca.
Além do colégio eleitoral outra instituição americana que causa muita confusão nas eleições é um sistema de votação muito particular. O país simplesmente não tem um sistema eleitoral nacional.
Cada estado escolhe a melhor maneira de computar e contar seus votos. Em 2000, por exemplo, o resultado da votação demorou quase um mês para ser anunciado porque a Flórida tinha um tipo de cédula que levou milhares de eleitores a votarem errado. Com uma diferença mínima entre os candidatos, aqueles poucos votos, que foram recontados manualmente, tiveram o poder de decidir a eleição.

### Presidencial
Se o congresso e o Presidente são de cores diferentes, o sistema pode bloquear devido ao enorme poder do congresso. O Presidente não é eleito pelo povo, devido ao facto de quando a constituição foi feita, o poder executivo foi entregue a uma pessoa, mas o órgão central era o congresso, esse sim eleito pelo povo.
O Presidente deveria seguir as políticas do congresso, e devido à importância do Presidente este não deve ser escolhido pelo povo, a eleição deve ser feita por patamares.
A eleição indirecta demonstra a desconfiança dos constitucionalistas no povo, estes devem eleger grandes eleitores e estes elegem o Presidente, como mostra o esquema:
↑
GRANDES ELEITORES
↑
Esta regra foi sempre mantida e conduziu ao caso na primeira eleição de Bush/Gore, onde Gore teve mais votos populares, e menos votos de grandes eleitores. O número de grandes eleitores é o mesmo que os representantes e senadores de cada Estado, embora não sejam estes os grandes eleitores. O número total é de 538 grandes eleitores, não contando o número de votos populares. Quem ganha num determinado Estado, tem direito a eleger todos os grandes eleitores. É um sistema maioritário por lista.
O que mudou desde o início foi a prática política, não faz sentido hoje pois os grandes eleitores já não são livres de decidir face às candidaturas, como era antigamente onde o povo delegava num conjunto de sábios que decidiam livremente quem ia ser o Presidente. À medida que se foi desenvolvendo a democracia partidária no século XIX, as regras políticas mudaram, pois são os partidos que apresentam os candidatos aos grandes eleitores e estes deixam de ser livres pois estão ligados à candidatura do seu partido. Isto desvaloriza a lógica do voto indirecto, os grandes eleitores estão enfeudados a partidos, e quando estes são eleitos já sabemos onde vão votar devido à lógica partidária de disciplina presidencial.
A candidatura presidencial é totalmente partidária, assumida, onde o Presidente é formalmente apresentado pelo Partido. Antes de ser candidato a Presidente dos EUA, tem de ganhar as eleições primárias (eleições de candidato ao Partido) onde todos os americanos votam.
Só depois é que votam para os grandes eleitores.
Este processo demora cerca de 7/9 meses, as campanhas começam muito tempo antes, pois têm de convencer o partido a escolherem-no como candidato. Nas primárias, nos 50 Estados, cada um tem direito a eleger um número de delegados ao Congresso partidário, que depois elegem a nomeação presidencial. Os eleitores são os cidadãos que quiserem participar. Em 2/3 dos Estados são só os CAUCUS (filiados no partido). Esta convenção partidária serve para aprovar o programa político-eleitoral, mas também para escolha do candidato a Vice-Presidente, que é também Presidente do Senado.
O Presidente pode escolher os seus colaboradores, mas estes têm de ter a confirmação do Senado, o que leva a uma política de recrutamento bipartidário.
A única forma de afastar o Presidente é através do mecanismo do Impeachment (tal como a todos os outros funcionários da Administração) que tem a ver com a responsabilidade criminal, avaliada pelo congresso, e julgada pelo Senado. Neste sentido, o senado é presidido pelo Presidente do Supremo Tribunal. Para afastamento, é necessário 2/3 do Congresso.